# Islandia (Florida)
Islandia era una ciudad ubicada en el condado de Miami-Dade en el estado estadounidense de Florida. En el Censo de 2010 tenía una población de 18 habitantes y una densidad poblacional de 0,1 personas por km².

## Geografía
Islandia se encuentra ubicada en las coordenadas 25°24′53″N 80°12′27″O / 25.41472, -80.20750. Según la Oficina del Censo de los Estados Unidos, Islandia tiene una superficie total de 171.95 km², de la cual 13.77 km² corresponden a tierra firme y (91.99%) 158.18 km² es agua.

## Demografía
Según el censo de 2010, había 18 personas residiendo en Islandia. La densidad de población era de 0,1 hab./km². De los 18 habitantes, Islandia estaba compuesto por el 100% blancos, el 0% eran afroamericanos, el 0% eran amerindios, el 0% eran asiáticos, el 0% eran isleños del Pacífico, el 0% eran de otras razas y el 0% pertenecían a dos o más razas. Del total de la población el 88.89% eran hispanos o latinos de cualquier raza.